# Saxifraga losae
Saxifraga losae là một loài thực vật có hoa trong họ Saxifragaceae. Loài này được Sennen miêu tả khoa học đầu tiên năm 1932.